# Keala O'Sullivan
Keala O'Sullivan (Honolulu, Estados Unidos, 3 de noviembre de 1950) es una clavadista o saltadora de trampolín estadounidense especializada en trampolín de 3 metros, donde consiguió ser medallista de bronce olímpica en 1968.

## Carrera deportiva
En los Juegos Olímpicos de 1968 celebrados en Ciudad de México ganó la medalla de bronce en los saltos desde el trampolín de 3 metros, con una puntuación de 145,23 puntos, tras su compatriota estadounidense Susanne Gossick (oro con 150 puntos) y la soviética Tamara Pogozheva.